# Fuck for Forest

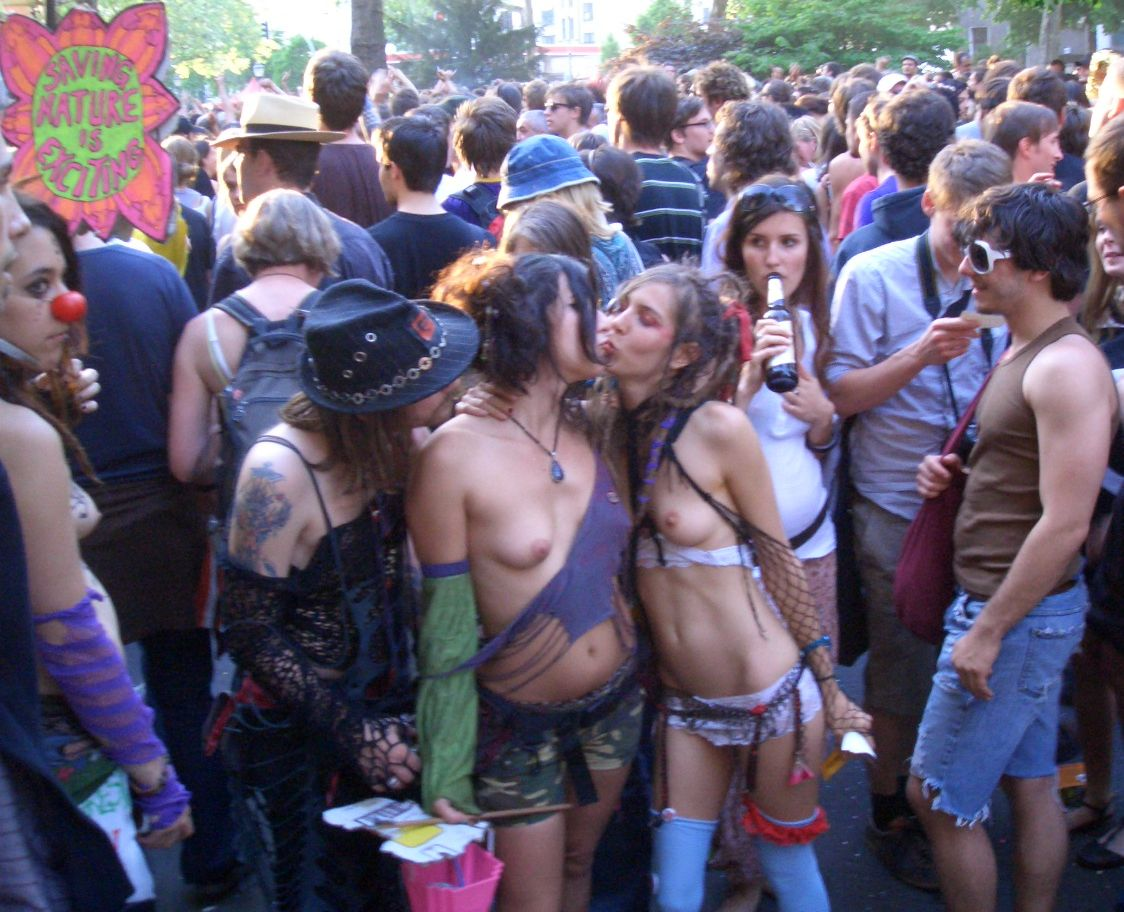
Aktivistinnen mit Transparent auf dem Karneval der Kulturen in Berlin, Mai 2008

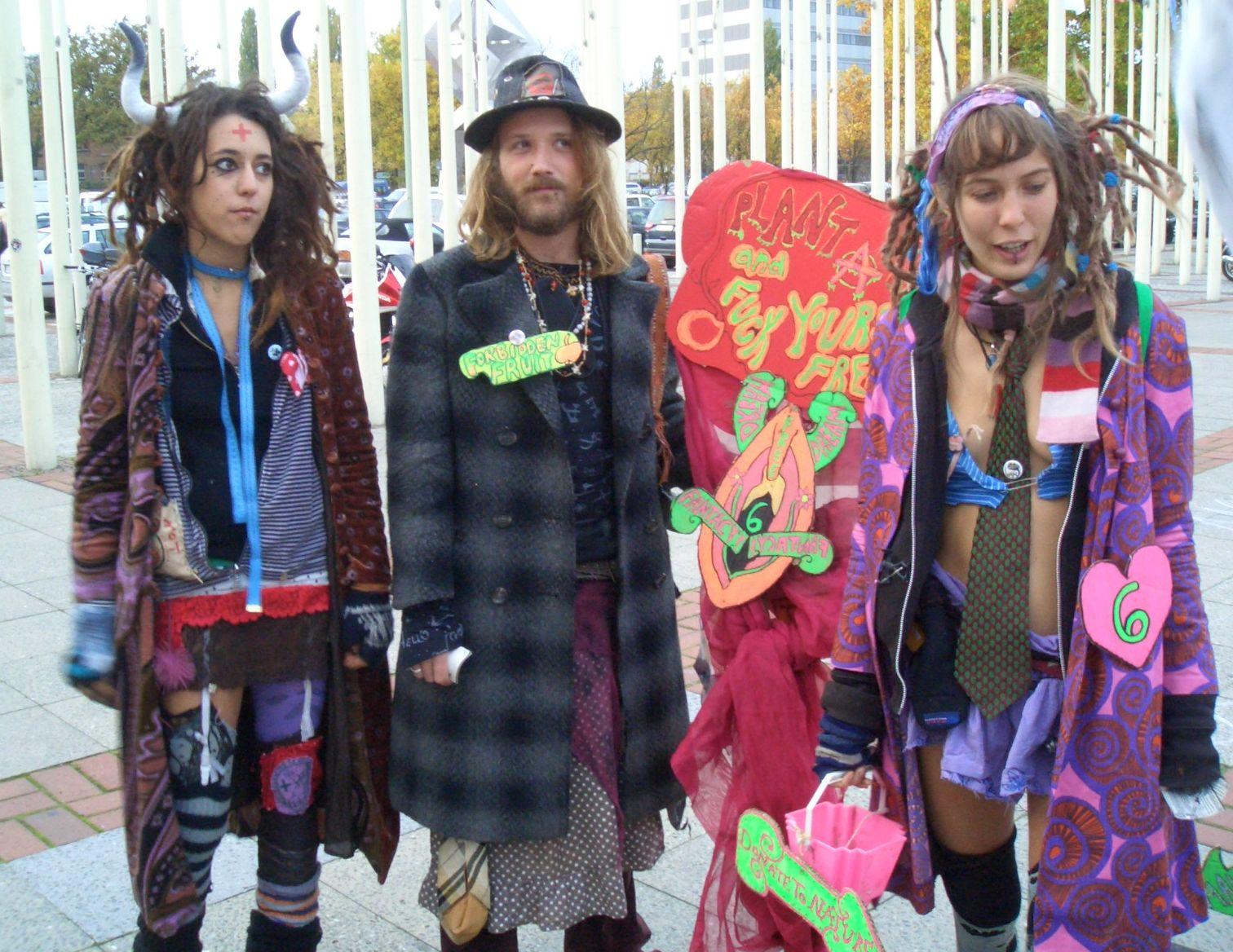
Aktivistin, Tommy Hol Ellingsen und Leona Johansson (rechts)

Fuck for Forest (F-F-F) ist eine Gruppe von Umweltaktivisten, die aus Einnahmen ihrer gleichnamigen Website mit pornographischen Amateuraufnahmen nach eigenen Angaben Umweltschutzprojekte finanziert.

## Idee
Eine Gruppe um die norwegisch-schwedischen Umweltaktivisten Tommy Hol Ellingsen und Leona Johansson rief die Umweltbewegung im Jahre 2003 ins Leben.
Indem sie im Jahr 2004 in der Öffentlichkeit Geschlechtsverkehr vollzogen, sollte öffentlichkeitswirksam auf die Abholzung des Regenwaldes aufmerksam gemacht werden. Ellingsen und Johansson hatten während eines Open Airs in Kristiansand (Norwegen) im Verlauf eines Auftritts der Gruppe The Cumshots auf der Bühne Geschlechtsverkehr. Ellingsen, Johansson und die Band wurden 2005 vor Gericht zu einer Strafe von 1233 Euro pro Person verurteilt. Ellingsen zog sich vor den anwesenden Medien erneut aus. Die beiden Gründer zogen daraufhin nach Berlin, wo sie von einer liberaleren Atmosphäre zu profitieren hofften.
2009 musste Ellingsen wegen einer Passbeschaffung wieder nach Norwegen einreisen und die Behörden stellten ihm ein Ultimatum, um die Strafe zu zahlen. Nach eigener Angabe verkauften Ellingsen und Johansson Porno-Fotos an ein bekanntes norwegisches Pornomagazin, um die Strafe zu begleichen.
Im Juni 2011 erschien ein Artikel über Fuck for Forest in der Zeitung Dagbladet, in dem Mitglieder der Gruppe beim simulierten Sex während einer Messe im Osloer Dom auf Fotos zu sehen sind. Die Gruppe stellte ein Video von der Aktion auf ihre Website.
In der ersten Episode der ProSieben-Sendung Schulz in the Box besuchte der Musiker Olli Schulz Fuck-for-Forest-Aktivisten 2013 in deren Berliner Wohngemeinschaft und begleitete sie zu einer Aktion, bei der die nackten FFF-Mitglieder kostenloses veganes Essen vor einem Fast-Food-Schnellrestaurant an Passanten verteilten.

## Einnahmen
Mit ca. 15 US-Dollar können Kunden auf der gleichnamigen Website nach deren Selbstanspruch ökologische und pornografische Interessen verbinden. Nach Angaben der TAZ sollen nur 3 € hiervon für Verwaltungsaufgaben genutzt werden, der Rest werde gespendet. Laut den Seitenbetreibern gibt es ungefähr 1.000 Abonnenten, etwa 80 % der Einnahmen kommen dem Kampf gegen die Abholzung zugute. Etwa 100.000 US-Dollar wurden durch diese Aktion erwirtschaftet, die aber durch die Umweltorganisationen Rainforest Foundation Norway und WWF nicht angenommen wurden. Eigenen Angaben zufolge werden mit den Einnahmen ein Regenwald-Projekt in Costa Rica und ein Wiederaufforstungsprojekt in Ecuador finanziert.

## Film
Der polnische Regisseur Michał Marczak drehte mit Teilen der Gruppe einen Dokumentarfilm, der 2012 veröffentlicht wurde. Das Drehbuch dafür erstellte er zusammen mit Łukasz Grudziński, die Dreharbeiten fanden über einen Zeitraum von drei Monaten in Berlin sowie im Amazonasbecken statt. Der Film gewann im Herbst 2012 die Auszeichnung als bester Dokumentarfilm auf dem Filmfestival Warschau. Die internationale Premiere des Films fand im Januar 2013 auf dem Filmfestival Rotterdam statt. In Deutschland gab es verschiedene differenzierte Kritiken.

## Kritik
Die Gruppe berichtete von einigen Hausverboten in verschiedenen Hausprojekten. Auf dem Kongress Anarchismus im 21. Jahrhundert – Anarchie organisieren, Ostern 2009 im Künstlerhaus Bethanien in Berlin, kam es gegen Ende des Kongresses, im Kontext des Workshops „Anarchie und Sex“ zu Diskussionen und Auseinandersetzungen, die anschließend den Kongress dominierten und zur unplanmäßigen Beendigung des Kongresses führten. 2011 wurde die Gruppe auf dem Berliner Slutwalk durch Ordner und andere Teilnehmer wegen Verteilens illegaler Flyer und als sexistisch empfundenen Verhaltens vom Gelände gedrängt.

## Ähnliche Projekte
2018 veröffentlichten Aktivisten zur Erhaltung des Hambacher Forsts einen Erotikkalender mit Fetisch- und BDSM-Motiven.